# بترنگ
بترنگ یک سلاح پرتابی خفاشی شکل است که توسط ابرقهرمان بتمن دی سی کامیکس استفاده می شود. این نام به تکواژ چندوجهی از بت (خفاش) و بومرنگ است و در اصل بترنگ نوشته می‌شود. اگرچه نام آنها از بومرنگ‌ها گرفته شده است، اما بترنگ ها در داستان‌های اخیر بیشتر شبیه به شوریکن شده اند. آن‌ها از آن زمان به یکی از اصلی‌ترین سلاح‌های بتمن تبدیل شده‌اند و تا به امروز در تمامی اقتباس‌های تلویزیونی و فیلم بتمن ظاهر شده‌اند. داستان‌های اخیر از این شخصیت انگیزه بیشتری برای استفاده از بترنگ به عنوان یک سلاح نشان دادند، چون هم جایگزینی برای یک اسلحه گرم بود (که او معمولاً به دلایلی از سلاح گرم استفاده نمی‌کند) و هم قدرت ضربه زیادی داشت و در درجه اول برای انداختن اسلحه از دست مهاجم استفاده می‌شد.  آنها همچنین به عنوان یکی از "نشانه‌های حضور بتمن" عمل می کنند تا جنایتکار را از حضور او آگاه کنند. 
یک تکیه بترنگ از فیلم بتمن و رابین محصول ۱۹۹۷ به مؤسسه اسمیتسونین اهدا شده است و اکنون در مجموعه سرگرمی موزه ملی تاریخ آمریکا قرار دارد.

## در رسانه‌های دیگر

### سریال‌های لایو-اکشن
در اقتباس‌های سینمایی بتمن، بترنگ‌های نشان داده شده تقریباً با لوگوی خفاش اقتباس‌شده نماد فرنچایز مطابقت دارند. پس از واکنش شدید علیه مجموعه تلویزیونی بتمن، این فرنچایز به دلیل استفاده بیش از حد از پیشوند "بت" در سریال تلویزیونی بتمن در دهه ۱۹۶۰، به‌خاطر آن مورد انتقاد قرار گرفت و بنابراین از استفاده بیش از حد آن، اجتناب کرد. اگرچه بترنگ‌ها برجسته هستند، برخلاف بت‌کیو و بت موبیل به ندرت با نام ذکر می‌شوند. در مجموعه تلویزیونی پرندگان شکاری نیز بترنگ‌ها حضور دارند اما این نسخه‌های بترنگ، دایره‌ای شکل هستند و به جای شکل سنتی خفاش، نماد پرندگان شکاری را دارند. در اپیزود «هیچ چیز تکان دهنده نیست» از فصل پنجم سریال گاتهام، بروس وین از بترنگ‌ها استفاده می‌کند و آن‌ها را به سمت شرور داستان پرتاب می‌کند و بالاخره ظاهر کامل آنها را در آخر فصل نشان می دهد بنابراین بترنگ‌ها رسماً در فینال سریال برای اولین بار ظاهر می‌شوند. در این قسمت، بتمن از بترنگ‌های خود برای شکست دادن جرامیا والسکا در Ace Chemicals استفاده می کند. کیت کین نیز از بترنگ‌ها در سریال تلویزیونی بت‌وومن استفاده می‌کرد.

### فیلم‌های لایو-اکشن
بترنگ‌های مورد استفاده در بتمن یک بومرنگ فلزی تاشو به شکل خفاش بود که به یک خط متصل بود و برای به دام انداختن دشمن از پاها و کشیدن دستی آنها به عقب استفاده می‌شد. در فیلم بازگشت بتمن بترنگ‌ها دارای صفحه‌های کامپیوتری هستند که می‌توان آن را طوری برنامه‌ریزی کرد که به دنبال اهداف خاص پرواز کند. بتمن برای همیشه دارای دو نوع بترنگ بود: یکی که اراذل و اوباش‌هایی مانند دوچهره را در بانک گاتهام سیتی می گیرد و دیگری "سونار بترنگ" که از "Sonar Suit" برای تخریب سوپرباکس و ساختمان Nygmatech استفاده می کند. بترنگ‌های دیگری در غار خفاش به همراه با نمونه‌ای که در بازگشت بتمن استفاده شده اما در طول فیلم استفاده نشده است، دیده می‌شوند. بترنگ‌ها همچنین در بتمن و رابین ظاهر می‌شوند.

### سه‌گانه شوالیه تاریکی
فیلم بتمن آغاز می‌کند در سال ۲۰۰۵ بترنگ‌ها را به عنوان یک شوریکن ساده به شکل خفاش نشان داد که عمدتاً برای حواس پرتی استفاده می‌شد تا سلاح. در حالی که شوالیه تاریکی از بترنگ در پوسترهای تبلیغاتی خود استفاده می کند، در فیلم پرتاب نمی شود. به عنوان بخشی از پیشرفت‌های لوسیوس فاکس در بت‌سویت، او تیغه‌هایی را روی لباس اضافه می‌کند که از بازوی بتمن شلیک می‌شوند و شبیه بترنگ هستند. بتمن برای به دست آوردن اهرم فشار در مبارزه خود با جوکر، این تیغه‌ها را به سمت او شلیک می‌کند و حواس او را پرت می‌کند و به بتمن بسیار کمک می‌کنند. بترنگ‌های واقعی او فقط یک بار در طول فیلم دیده می شوند. وقتی بروس وین پس از اینکه تصمیم گرفت خود را به پلیس تسلیم کند، لباس بتنش را کنار می‌گذارد، یک دقیقه طول می‌کشد تا یکی از بترنگ‌هایش را برمی‌دارد و به آن خیره می‌شود و سپس با بقیه وسایلش آن را کنار می‌گذارد. در شوالیه تاریکی برمی‌خیزد، بترنگ‌های سنتی که در بتمن آغاز می‌کند و شوالیه تاریکی دیده می‌شود، نشان داده نمی‌شوند اما از سلاح‌های مشابهی استفاده می‌شود. بتمن دارت های مینیاتوری به شکل خفاش را به سوی سربازان بین شلیک می‌کند و آنها را بیهوش می‌کند.

### دنیای سینمایی دی‌سی
- بترنگ در بتمن در برابر سوپرمن: طلوع عدالت ظاهر می شود. در این فیلم، بتمن پس از اتمام کار خود بترنگ‌ها را در نزدیکی صحنه های جرم رها می‌کند، برای مثال پس از دزدیدن کریپتونیت از آزمایشگاه های لکس لوتر، او یک بترنگ را در محلی که کریپتونیت در آنجا ذخیره شده بود، رها می‌کند. او همچنین در مبارزه از آنها استفاده می‌کند اما به جای خلع سلاح جنایتکاران، از آنها برای زدن چاقو به آنها استفاده می‌کند.
- در لیگ عدالت بروس وین یک بترنگ را به سمت بری آلن پرتاب می کند تا به او نشان دهد که از سرعت فوق العاده خود آگاه است و هویت خود را به عنوان بتمن نشان دهد. بری به سرعت طفره می‌رود و آن را می‌گیرد. پس از اینکه بروس به بری می‌گوید که در حال تشکیل یک تیم است و بری می‌گوید که به آن ملحق خواهد شد، از بروس می‌پرسد که آیا می‌تواند بترنگی را که پرتاب کرده است برای تحسینش نگه دارد یا نه. به نظر می رسد بتمن این را پذیرفته و به او اجازه می‌دهد آن را نگه دارد.
- فردی فریمن دارای یک ماکت بترنگ در شزم است که با پرتاب کردن آن به دکتر سیوانا در فیلم، نشان می‌دهد که بترنگ با زخمی کردن او و اثبات آسیب پذیری انسانی او، چقدر مفید است.